# Coscinoptera
Coscinoptera là một chi bọ cánh cứng trong họ Chrysomelidae.
Chi này được Lacordaire miêu tả khoa học năm 1848.

## Các loài
Các loài trong chi này gồm:
- Coscinoptera panochensis Gilbert, 1981
- Coscinoptera wilcoxi Moldenke, 1981